# Comuna Ceremoșne, Pohrebîșce
Ceremoșne (în ucraineană Черемошне) este o comună în raionul Pohrebîșce, regiunea Vinnița, Ucraina, formată din satele Ceremoșne (reședința), Kuleșiv, Stepankî și Veselivka.

## Demografie
Componența lingvistică a satului Ceremoșne
     Ucraineană (98,84%)
     Rusă (1,09%)
     Alte limbi (0,07%)
Conform recensământului din 2001, majoritatea populației satului Ceremoșne era vorbitoare de ucraineană (98,84%), existând în minoritate și vorbitori de rusă (1,09%).